# Podvolovljek
Podvolovljek je razloženo naselje v Občini Luče, ki se razteza v 
ledeniški dolini rečice Lučnice.

## Znamenitosti

### Naravne znamenitosti
- Žvepleni izvir pri kmetiji Rihar
- 60 m visok slap Cuc
- Riharjeva jelka ( obseg 550 cm )
- Lučka Bela
- Repov slap
- Soteska Brložnice

### Kulturna dediščina
- Žagerski mlin
- Cerkev svetega Antona Puščavnika